# Еромарин 40
Еромарин 40 (енгл. Aeromarine 40) је двоседни летећи брод америчке производње који је произведен за потребе Америчке ратне морнарице. Овај авион је произвела фирма Aeromarine Plane and Motor Company из Кипорта (Њу Џерзи), која је стекла популарност током производње авиона Еромарин 39, који је такође био намењен Америчкој ратној морнарици. Авион је био опремљен мотором Кртис OXX-6 серије који је производио 100 коњских снага.
Из верзије Еромарин 40, развијена је верзија Еромарин 41, док су неки примерци Еромарин 40 унапређени и добили су стандарде Еромарина 41.
Планирано је да буде произведено 200 примерка, али је због завршетка Првог светског рата произведено 50 примерка овог авиона. Иако се рат завршио, овај авион је остао у служби Америчке ратне морнарице и имао је велики значај када се радило о испитивању и усавршавању конструкције летећих бродова.

## Конструкција
Конструкција ове летелице је била конвенционална за то време. Летелица је имала труп налик броду и била је двокрилна. Понтони су се налатили са леве и са десне странце летелице како би помогнли при плутању и одржавању равнотеже. Доња и горња крила су била повезана уз помоћ две паралелно постављена подупирача у којима су се налазили сви потрени каблови.
Инструктор и ученик су седили један поред другог у отвореној пилотској кабини која се налазила при носу авиона. Инструктор и ученик су били заштићени са два ветробрана, али им је отвореност пилотске кабине омогућила велики видокруг.
Мотор је био постављен тек иза пилотксе кабине, али је од ње био јако издигнут и био је учвршћен између горњих и доњих крила. Мотор који је био коришћен за ову летелицу је био V-8 мотор серије Кртис OXX-6, који је користио један пропелер са две оштрице. Захваљујући својој конструкцији летелица је могла да остане у ваздуху до 4,5 сати.

## Оператери
Сједињене Америчке ДржавеАмеричка ратна морнарица